# Aermacchi MB-339
Bei der Aermacchi MB-339 handelt es sich um ein strahlgetriebenes Trainings- und leichtes Erdkampfflugzeug aus Italien. Die Maschine basiert auf der verstärkten Zelle des Vorgängermusters Aermacchi MB-326 und weist unter anderem ein komplett neues Rumpfvorderstück auf. Der Erstflug fand am 12. August 1976 statt. Die erste Maschine wurde am 8. August 1979 der italienischen Luftwaffe übergeben. Internationale Aufmerksamkeit erlangte der Typ durch den Einsatz in der italienischen Kunstflugstaffel Frecce Tricolori. Auch beim Flugtagunglück von Ramstein flogen die Frecce Tricolori dieses Baumuster. Bis in die 1980er-Jahre hinein war die Aermacchi MB-339 das einzige Strahlflugzeug der Welt, das Flugmanöver wie den Hammer Head, den Tailslide, den Crazy Flight oder aber den Lomcovák perfekt fliegen konnte.
Einige Exemplare wurden auch an Argentinien und Peru geliefert.
Die bewaffnete Version MB-339K flog erstmals am 30. Mai 1980, es fand sich aber kein Kunde.

## Versionen
MB-339X
Bezeichnung für die zwei Prototypen
MB-339A
originale Serienversion
MB-339PAN
Version für Kunstflugteam Frecce Tricolori
MB-339RM
Radio- und Radarkalibrationsversion
MB-339AM
MB-339A, Version für Malaysia.
MB-339AN
MB-339A, Version für Nigeria.
MB-339AP
MB-339A, Version für Peru.
MB-339K Veltro II
Einsitzige Angriffsversion, Erstflug 1980
MB-339B
Trainer mit stärkerem Triebwerk und größeren Tiptanks.
MB-339C
Version mit verbesserter Avionik.
MB-339CB
Version für Neuseeland (Waffentraining mit Laser- und Radarerkennung, AIM-9L und AGM-65 Maverick)
MB-339CD
Version mit modernisierten Cockpit
MB-339FD („Full Digital“)
Exportversion der MB-339CD
MB-339CE
MB-339C, Version für Eritrea.
MB-339CM
MB-339C, Version für Malaysia mit erweiterter Avionik (Zielsimulation, IFF, Notsender, Aufzeichnungssystem). Acht Stück im Jahr 2006 für insgesamt 88 Mio. Euro bestellt. Der Erstflug erfolgte am 25. Dezember 2008. Die Ausbildung der Piloten erfolgt bei Aermacchi in Venegono Inferiore.
MB-339 T-Bird II (Lockheed T-Bird II)
Version für U.S.-JPATS-Ausschreibung.

## Militärische Nutzer
- Argentinien: 10 MB-339A
- Dubai: 7 MB-339A
- Eritrea: 6 MB-339CE
- Ghana: 4 MB-339A
- Italien: 100 MB-339A, 30 MB-339CD, 11 MB-339PAN (Frecce Tricolori)
- Malaysia: 13 MB-339AE, 8 MB-339CM
- Neuseeland: 18 MB-339CB
- Nigeria: 12 MB-339AF
- Peru: 16 MB-339AP

## Technische Daten MB-339K

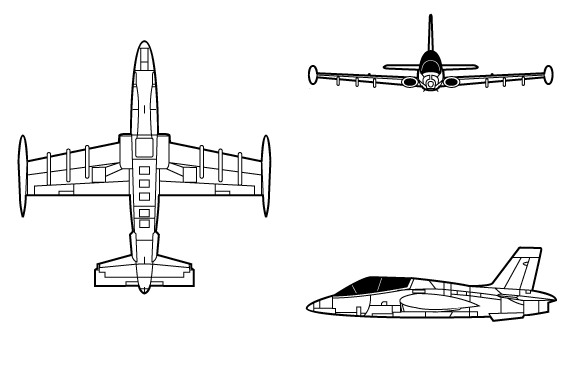
Dreiseitenriss

| Kenngröße                 | Daten                                                                                   |
| ------------------------- | --------------------------------------------------------------------------------------- |
| Antrieb                   | ein Rolls-Royce Viper MK632-43-Triebwerk mit 1815 kp / 17,8 kN (Piaggio/Fiat-Lizenzbau) |
| Länge                     | 10,79 m                                                                                 |
| Spannweite (mit Tiptanks) | 10,86 m                                                                                 |
| Flügelfläche              | 19,3 m²                                                                                 |
| Höhe                      | 3,99 m                                                                                  |
| Leermasse                 | 3175 kg                                                                                 |
| max. Startmasse           | 5897 kg                                                                                 |
| Höchstgeschwindigkeit     | 900 km/h                                                                                |
| Reichweite                | 1700–2200 km                                                                            |

## Bewaffnung
fest installierte Bewaffnung in den beiden Flügelwurzeln
- 2 × 30-mm-DEFA-553-Maschinenkanonen 125 Schuss Munition je Waffe

Bewaffnung bis zu 1815 kg an sechs Außenlaststationen unter den beiden Tragflächen
Luft-Luft-Lenkwaffen
- 2 × Raytheon AIM-9L „Sidewinder“ – wärmebildgesteuerte selbstzielsuchende Kurzstrecken-Luft-Luft-Lenkwaffe
- 2 × Matra R.550 „Magic 1/2“ – wärmebildgesteuerte selbstzielsuchende Kurzstrecken-Luft-Luft-Lenkwaffe

Luft-Boden-Lenkwaffen
- 1 ×  OTO Melara „Marte 2/A“ – Seezielflugkörper

Ungelenkte Bomben
- 4 × Mark 83 LDGP 454-kg-/1000-lb-Freifallbombe
- 6 × Mark 82 LDGP 241-kg-/500-lb-Freifallbombe
- 6 × Mark 81 LDGP 118-kg-/260-lb-Freifallbombe
- 6 × SAMP 81 AF 125-kg-Sprengbombe
- 6 × SAMP BL6/7 118-kg-Sprengbombe
- 6 × SAMP BL8/9/18 120-kg-Splitterbombe
- 6 × SAMP BL25/26 125-kg-Splitterbombe
- 4 × 14-3-M2-Waffenträger mit 4 × 9 Thomson-Brandt BAT-120 (34-kg-Splitterbombe)
- 4 × 14-3-M2-Waffenträger mit 4 × 9 Thomson-Brandt BAP-100 (32,5-kg-Anti-Startbahn-Bombe)

Ungelenkte Luft-Boden-Raketen
- 6 × LAU-68A/G-Raketen-Rohrstartbehälter für je 7 × ungelenkte Hydra-Luft-Boden-Raketen; Kaliber 70 mm / 2,75 inch
- 6 × LAU-325G-Raketen-Rohrstartbehälter für je 7 × ungelenkte Hydra-Luft-Boden-Raketen; Kaliber 70 mm / 2,75 inch
- 6 × LAU-61/A-Raketen-Rohrstartbehälter für je 19 × ungelenkte Hydra-Luft-Boden-Raketen; Kaliber 70 mm / 2,75 inch
- 6 × Matra 116M-Raketen-Rohrstartbehälter für je 19 × ungelenkte Luft-Boden-Raketen SNEB; Kaliber 68 mm
- 6 × TBA 68-7-Raketen-Rohrstartbehälter für je 7 × ungelenkte Luft-Boden-Raketen SNEB; Kaliber 68 mm
- 6 × SNIA AL-18-80-Raketen-Rohrstartbehälter für je 12 × ungelenkte Luft-Boden-Raketen SNIA-BPD; Kaliber 81 mm
- 6 × SNIA AL-25-50-Raketen-Rohrstartbehälter für je 25 × ungelenkte Luft-Boden-Raketen SNIA-BPD; Kaliber 51 mm
- 6 × SNIA AL-18-50-Raketen-Rohrstartbehälter für je 18 × ungelenkte Luft-Boden-Raketen SNIA-BPD; Kaliber 51 mm
- 6 × Bristol Aerospace LAU-5002-Raketen-Rohrstartbehälter für je 19 × ungelenkte Luft-Boden-Raketen CRV7; Kaliber 70 mm / 2,75 inch
- 4 × LAU-10A/A-Raketen-Rohrstartbehälter für je 4 × ungelenkte Luft-Boden-Raketen Zuni; Kaliber 127 mm
- 4 × TBA 100-4 (F3)-Raketen-Rohrstartbehälter für je 4 × ungelenkte Luft-Boden-Raketen SNEB; Kaliber 100 mm

Externe Behälter
- 4 × Zusatztank
- 6 × SUU-11A/A-Maschinengewehrbehälter mit je einem sechsläufigen 7,62-mm-Gatling-Maschinengewehr General Electric M134 mit je 1500 Schuss Munition
- 4 × Macchi-Kanonenbehälter mit je 1 × 30-mm-Maschinenkanone DEFA 553 mit je 120 Schuss Munition
- 4 × Macchi-Maschinengewehrbehälter mit je 1 × 12,7-mm-Maschinengewehr AN/M-3 mit je 350 Schuss Munition